# Цирка
Цирка е село в Южна България. То се намира в община Мадан, област Смолян.

## География
Село Цирка се намира в планински район.